# Whitby—Oshawa
Pour les articles homonymes, voir Whitby.
Circonscription électorale fédérale du Canada
Whitby—Oshawa est une ancienne circonscription électorale fédérale en Ontario (Canada).
La circonscription était constituée de la banlieue est de Toronto sur le bord du lac Ontario, de la ville de Whitby et de la partie nord de la ville d'Oshawa.

## Géographie
Les circonscriptions limitrophes étaient Durham, Oshawa et Ajax—Pickering.

## Historique
| Législature                                                          | Années                                                               | Député                                                               | Député                                                               | Parti                                                                |
| Whitby—Oshawa Circonscription issue de Durham, Oshawa et Whitby—Ajax | Whitby—Oshawa Circonscription issue de Durham, Oshawa et Whitby—Ajax | Whitby—Oshawa Circonscription issue de Durham, Oshawa et Whitby—Ajax | Whitby—Oshawa Circonscription issue de Durham, Oshawa et Whitby—Ajax | Whitby—Oshawa Circonscription issue de Durham, Oshawa et Whitby—Ajax |
| -------------------------------------------------------------------- | -------------------------------------------------------------------- | -------------------------------------------------------------------- | -------------------------------------------------------------------- | -------------------------------------------------------------------- |
| 38e                                                                  | 2004–2006                                                            |                                                                      | Judi Longfield                                                       | Libéral                                                              |
| 39e                                                                  | 2006–2008                                                            |                                                                      | Jim Flaherty                                                         | Conservateur                                                         |
| 40e                                                                  | 2008–2011                                                            |                                                                      | Jim Flaherty                                                         | Conservateur                                                         |
| 41e                                                                  | 2011–2014                                                            |                                                                      | Jim Flaherty                                                         | Conservateur                                                         |
| 41e                                                                  | 2014-2015                                                            | Pat Perkins                                                          |                                                                      | Conservateur                                                         |
| Circonscription dissoute dans Whitby, Durham et Oshawa               |                                                                      |                                                                      |                                                                      |                                                                      |

## Circonscription provinciale
Depuis les élections provinciales ontariennes du 4 octobre 2007, l'ensemble des circonscriptions provinciales et des circonscriptions fédérales sont identiques.